# Zagon na Jodele i Kiele
Zagon na Jodele i Kiele – rajd wojsk Litwy Środkowej wykonany podczas konfliktu polsko-litewskiego w dniu 20 października 1920. Zagon zakończył się sukcesem 13 Pułku Ułanów.

## Przed bitwą
Po zajęciu Wilna przez „zbuntowane” oddziały polskie gen. Żeligowskiego Litwini nie zrezygnowali ze swoich pretensji do miasta. Przez kilka dni po zajęciu Wilna, w drugiej połowie października, również wojska Litwy Środkowej posuwały się na zachód i północ od Wilna, bez większego oporu odpychając Litwinów − dochodziło tylko do sporadycznych starć. Zajęte zostały wówczas Landwarów, Troki, Rykonty, Wielka Rzesza i Niemenczyn.
Litwini przeprowadzili kontrofensywę na Wilno 18 października 1920r.  Wojska Litewskie zaatakowali Rykonty, 85 pułk strzelców wileńskich byli dowodzone przez Jerzego Wołkowickiego. Po całodziennej walc Litwini ponieśli klęske i wycofali się z Rykont. Polacy przeprowadzili Zagon przez Baranele, Podbrzezie i Geroje. Według Brochockiego Polacy ich powitali i wskazali lokalizację dowództwa litewskiego we wsiach Kiele i Jodele.

## Zagon
Atak został przeprowadzny 20 Października i dowodził ją Mścisław Butkiewicz.
Do wsi wbiegł pierwszy pluton pod dowództwem por. Witolda Stankiewicza, za nim pluton por. Karola Bohdanowicza, który wyszedł z drugiej ulicy, z lasu wyszedł pluton por. Kamionki. Zaskoczenie było całkowite, litewscy żołnierze nie zorientowali się, kto atakuje, ale zaczęli się bronić.
Ułani wściekle zeskakiwali z koni i zdobywali poszczególne chaty. Chaotyczny opór został szybko przełamany. Dowódca litewskiej 1. Dywizji Piechoty, jednocześnie dowodzący frontem, gen. Stasys Nastopka, którego znaleziono ukrywającego się na strychu, 7 oficerów sztabowych i prawie 80 szeregowców dostało się do niewoli. Wśród trofeów znalazła się radiostacja, samochód osobowy, 3 motocykle, tabor z zapasami żywności, ponad 50 koni oraz dokumenty dotyczące lokalizacji i liczebności żołnierzy. Tymczasem 4. Szwadron Ułanów w sąsiedniej wsi Kieliai wziął z zaskoczenia głównego dowódcę artylerii dywizji, 17 żołnierzy i kilka koni.
Stanisław Brochocki barwnie opisał wydarzenia, które miały miejsce w Jodele:

Jako pierwszy wdarł się do wsi porucznik Witold Stankiewicz na czele swojego plutonu, płosząc Litwinów, którzy cicho krzątali się po kuchni. Padły pierwsze strzały. [Wybuchła gęsta, masowa strzelanina. Zupełnie zaskoczeni Litwini bronili się zaciekle w poszczególnych domach. Jedynie brawurę ataku i przerażenie zaatakowanych można przypisać temu, że zwykle celne strzały Litwinów, mimo bliskiej odległości, nie powaliły ani jednego z naszych harcerzy. W obliczu wroga ułani zeskoczyli z koni i pieszo zdobyli chaty. Niestety, widok niezwykle obfitej ofiary momentami pochłaniał moich chłopców zbyt mocno, utrudniając ogólne kierowanie akcją. Wkrótce jednak w naszych rękach znalazło się 70 rozbrojonych Litwinów z 7 oficerami. Trwały poszukiwania dowódcy dywizji, ale i on został odnaleziony – blady, prawie nieprzytomny, został wyciągnięty przez ułanów z plew na strychu. [Nasze trofea robiły wrażenie: generał [...], radiostacja, która była dla nas bezcenna, samochód, motocykl, dwie powozy, konie wierzchowe, konie towarowe i pociągowe, aparaty telefoniczne, duży zapas aksamitu a także cukier, konserwy i mąkę.

napisał Szyłkiewicz. Zagon na Jodele spowodował wielkie zamieszanie w dowództwie wroga. Zmusiło to stronę litewską do zwinięcia czcionki i wycofania się o dwadzieścia kilometrów, do linii Kiernów – Muśniki – Szyrwinty – Giedrojcie. Polacy weszli do Mejszagoły i Podbrzezia. W Wilnie kawaleria ta wywołała wielkie poruszenie i przyniosła sławę ułanom. Porucznik Andrzej Brochocki, mówiąc o szczęściu żołnierzy, ogólnie cenił wroga:

Już po pierwszych starciach było jasne, że żołnierz litewski jest nieskończenie lepszy od żołnierza bolszewickiego, który nie zdezerterował z szeregów Armii Czerwonej tylko dlatego, że było to wówczas jedyne miejsce w Rosji, gdzie można było zjeść do syta. W tym pierwszym nalocie mieliśmy szczęście, tym bardziej, że generał Nastopka zlokalizował siebie i swój sztab dokładnie na naszej drodze.

## Bilans Walk
W wyniku walk cały Litewski sztab został wzięty do niewoli w tym Stasys Nastopka. W walce 80 Litwinów w tym 7 officerów zostali wzięci do niewoli. Był to pierwszy udany zagon, przeprowadzony w dniach 20–21 października siłami odpowiednio 1, 2, 4 i 1 szwadronu pułków ułanów wileńskiego i grodzieńskiego. Nieliczna kawaleria polska znalazła się głęboko na tyłach wroga.